# Kiten
Kiten (bułg. Китен) – miasto w Bułgarii, w obwodzie Burgas, w gminie Primorsko. W 2023 roku liczyło 1130 mieszkańców.